# Johann August Streng

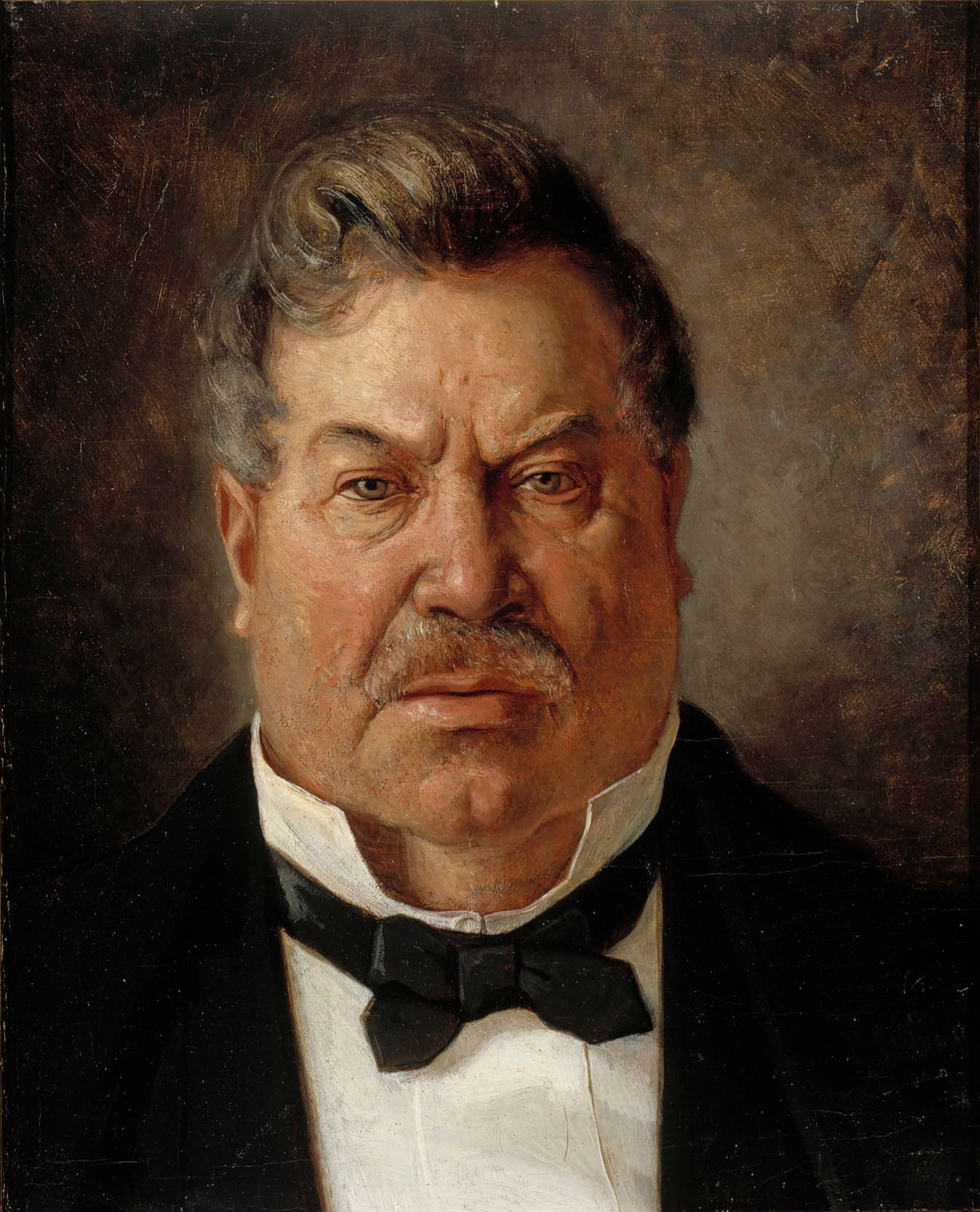
August Streng (Albert Edelfelt, 1873)

Johann August Streng  (* 4. Februar 1830 in Frankfurt am Main; † 7. Januar 1897 in Gießen) war ein deutscher Mineraloge, Chemiker und Geologe.

## Familie
Streng war der Sohn des Frankfurter Kaufmanns Johannes Streng (1780–1843) und dessen Ehefrau Eva Rosine geborene Reuhl (1795–1830). Die Familie hatte verwandtschaftliche Beziehungen zu Johann Wolfgang Goethe, dessen Urgroßmutter Anna Margarethe Streng (1638–1709) war und dessen Cousine Cornelia (1726–1799) 1749 den Kaufmann Ulrich Thomas Streng (1712–1777) heiratete. Streng, der evangelischer Konfession war, heiratete um 1853 in erster Ehe Sophie geborene Steuerwald (1830–1866). Nah dem Tod der ersten Ehefrau heiratete er am 1. August 1868 in Gießen in zweiter Ehe Karoline Friederike Eleonore Elisabeth geborene Mettenheimer, die Tochter des Gießener Apothekers Dr. Johan Friedrich Wilhelm Mettenheimer und dessen Ehefrau Louise geborene Kempf.

## Leben und Werk
Er besuchte das Städtische Gymnasium in Frankfurt am Main und studierte ab 1848 an der TH Karlsruhe und danach bei Robert Bunsen in Marburg Chemie. 1852 ging er als Assistent von Bunsen mit diesem nach Heidelberg, wo er sich 1853 habilitierte. 1862 wurde er Chemieprofessor an der Bergakademie Clausthal und 1867 Professor für Mineralogie in Gießen. 1878 bis 1879 war er Rektor der Universität Gießen. 1895 wurde er emeritiert.
Streng entwickelte analytische chemische Verfahren für die Mineralien- und Gesteinsanalyse (mikroskopische chemische Verfahren, Maßanalyse).  Er untersuchte mit mikroskopischen Methoden kristalline Gesteine des Harzes, Diorite des Kyffhäusers, Gesteine aus Minnesota, von der Nahe und Porphyrite aus Ilfeld.
Das Mineral Strengit ist ihm zu Ehren benannt.
1892 wurde er Mitglied der Leopoldina.

## Politik
1873 bis 1875 war er in Vertretung des Kanzlers der Gießener Universität Michael Franz Birnbaum Abgeordneter der Ersten Kammer der Landstände des Großherzogtums Hessen. 1889 bis 1895 war er erneut Abgeordneter der Ersten Kammer (die Kanzlerstelle war in dieser Zeit vakant). Seinen Abgeordneteneid legte er am 16. Dezember 1873 ab.